# Шартр на Лоари
Шартр на Лоари (фр. Chartre-sur-le-Loir) је насељено место у Француској у региону Лоара, у департману Сарт.
По подацима из 2011. године у општини је живело 1463 становника, а густина насељености је износила 176,27 становника/km².

## Демографија
| 1962. | 1968. | 1975. | 1982. | 1990. | 2011. |
| ----- | ----- | ----- | ----- | ----- | ----- |
| 1.649 | 1.800 | 1.826 | 1.741 | 1.669 | 1.463 |